# らくらぶ。
『らくらぶ。』は、2000年10月から2002年9月までKBS京都テレビで放送されていたバラエティ番組。

## 概要
2000年9月まで同局で放送されていた『コンビニTV TKOのおきて』の後を受けてスタートした帯番組で、松竹芸能の所属タレントたちが月曜日から金曜日それぞれに日替わりで出演していた。月曜日から木曜日までは30分番組で、森脇健児が担当する金曜日のみが55分番組として放送されていた。
番組終了から9か月後の2003年7月、金曜日に放送されていた『森脇健児のらくらぶ。金曜日』が『らくらぶR』と題して復活し、2008年3月まで放送された。

## 放送時間
- 月曜日 - 木曜日 23:30 - 24:00、金曜日 23:00 - 23:55[1]

## 放送番組

### 月曜日
- アメザリのさぐる! （2000年10月 - 2001年3月）
- TKOのまじ! （2001年4月 - 2001年9月） - 火曜日から移動。
- 河島あみるの京都通（2001年10月 - 2002年3月）
- 小川恵理子の京都通（2002年4月 - 2002年9月）

### 火曜日
- TKOのまじ! （2000年10月 - 2001年3月） - 後に月曜日へ移動。
- 淳子・さなえのうまいモン! （2001年4月 - 2002年3月） - 木曜日から移動。
- さなえ・ひろみのうまいモン! （2002年4月 - 2002年9月）

### 水曜日
- オーケイのさすが! （2000年10月 - 2002年9月）

### 木曜日
- 淳子・さなえのうまいモン! （2000年10月 - 2001年3月） - 後に火曜日へ移動。
- らくらぷ♥（2001年4月 - 2002年9月）

### 金曜日
- 森脇健児のらくらぶ。金曜日（2000年10月 - 2002年9月）

## スペシャル企画
- おせちもいいけどカレーもね。スペシャル - 各曜日のメンバーと安田大サーカスの団長が、北部[どこ?]、南部[どこ?]、市内[どこ?]、滋賀県の食材を探しに挑んだ企画である。
  - チーム森脇 - 森脇健児、柳原哲也（アメリカザリガニ）、山崎美和、藤井日菜子
  - チーム木本 - 木本武宏（TKO）、平井善之（アメリカザリガニ）、岡山祐児（オーケイ）、田中さなえ
  - チーム木下 - 木下隆行（TKO）、団長（安田大サーカス）、片山淳子
  - チーム小島 - 小島弘章（オーケイ）
- 海外ロケスペシャル

## 備考
放送番組のうち、『河島あみる（小川恵理子）の京都通』と『京都甘党ゼッピン!』と『京都学生街グルメ探訪』（後者2本は『うまいモン!』の1コーナー）は日本各地のテレビ局に番組販売された。